# Pont-à-Bar
Ne doit pas être confondu avec Pont-Bar.
Pont-à-Bar est un hameau de la commune de Dom-le-Mesnil, dans le département des Ardennes en région Champagne-Ardenne.

## Géographie
Ce hameau est situé sur la D764, l'ancienne route de Mézières à Sedan, et sur le canal des Ardennes, à proximité de la confluence de la Bar (et du canal des Ardennes) dans la Meuse.

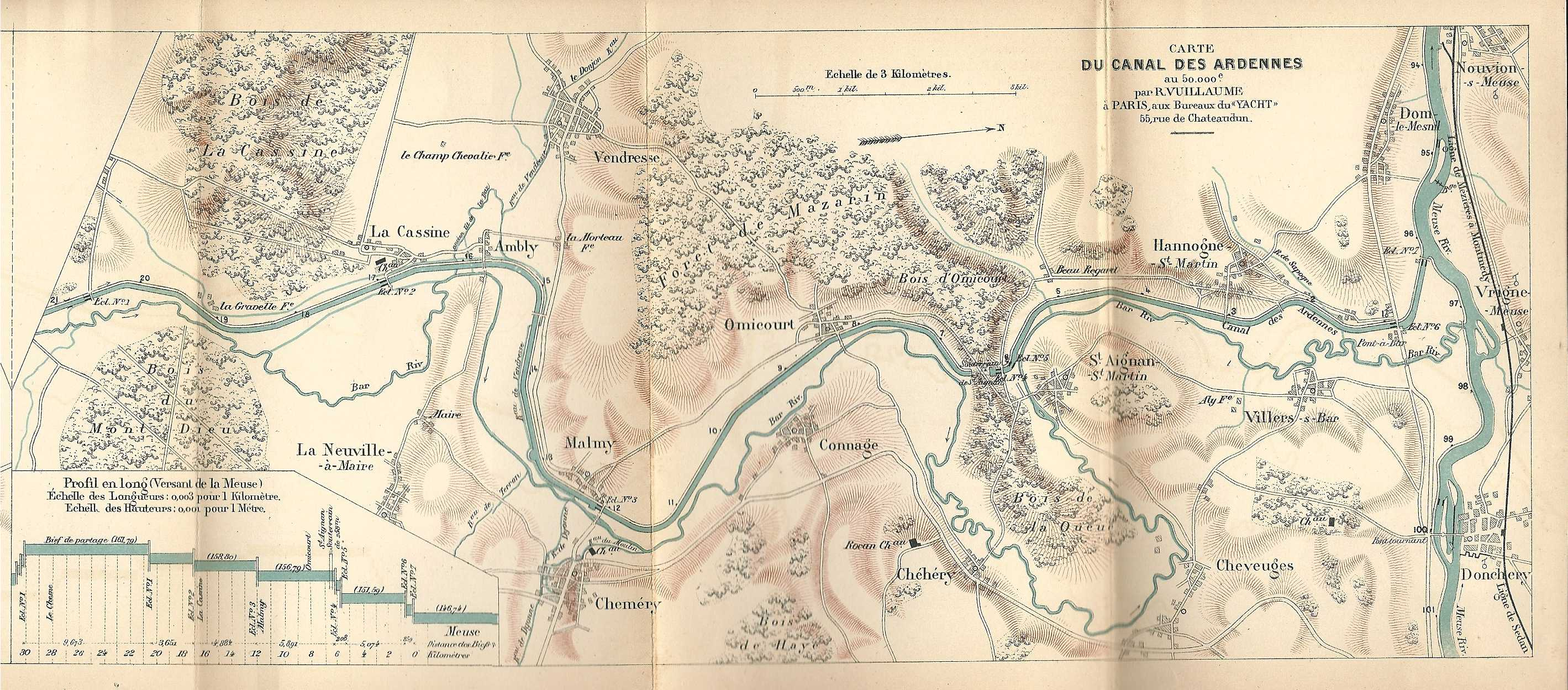
Canal des Ardennes : versant nord vers la Meuse ; l'on voit Pont-à-Bar à la confluence de la Bar et du canal des Ardennes avec la Meuse

## Histoire
Avant la guerre de Cent-Ans, Pons ad Barrim, Pont-à-Bar fut un village. Il fut détruit, durant cette guerre, par les Anglais et la paroisse ne fut jamais réédifiée.
Ce hameau était le port d'embarquement et la barrière d'octroi, d'abord de la navigation sur la Bar, jusqu'à Pont-Bar (commune de Tannay), puis bureau de redevance pour la navigation sur le canal des Ardennes. 
Le chantier naval Maubacq  installé à Pont-à-Bar, depuis 1906, construit et répare des mignoles permettant de naviguer sur le canal. Dans l'entre-deux-guerres, l'auberge Musset à Pont-à-Bar sert de lieu de rendez-vous et quelquefois de lieu d'embauche pour les mariniers. 
Pendant l'hiver 1928-1929, la glace y retient prisonniers des mariniers pendant plusieurs semaines « On a cassé la glace de cinquante centimètres d'épaisseur avec un attelage de dix-huit chevaux pour tirer le brise-glace. On a fait ça nous-même les mariniers (...) Et chaque jour pour protéger les bateaux en bois qui souffraient d'être enserrés, les mariniers cassaient la glace à la hache ou à la scie, à la scie égoïne », raconte l'ancien marinier Roland Havez en 1988. 
Le 14 mai 1940, lors de la bataille de France, Dom-le-Mesnil est défendu par des Français du III/148e régiment d'infanterie de forteresse, lorsque la localité est attaquée vers le milieu de la journée par des chars allemands du Panzer-Regiment 4 de la 2. Panzer-Division qui débouchent par dizaines de Pont-à-Bar. La Seconde Guerre mondiale envoie également à la cave (selon l'expression des mariniers) une bonne partie des bateaux naviguant sur le canal. Après la guerre, les péniches sont reconstruites, le plus souvent en fer et non en bois. Mais, malgré cette modernisation de la flotte, la concurrence du chemin de fer et de la route est forte.
Pour autant, seul dans les Ardennes, le chantier naval Maubacq continue pendant plusieurs décennies à construire et réparer des péniches,. Mais il travaille de plus en plus aussi pour les plaisanciers.
La navigation de plaisance se développe l'été sur les voies d'eau ardennaises,, alors que les péniches marchandes s'aventurent de moins en moins sur le canal des Ardennes. D'autres activités liées à ce tourisme fluvial se créent sur place, dont une entreprise de location de bateaux de plaisance, un magasin d'accastillage, ainsi que des cours de bateau-école (permis fluvial et côtier).

### Sources
Classées par date de parution.
- Pascal Remy, « « Ardennes Nautisme » tient bon la barre. », L'Union,‎ 16 juin 2012 (lire en ligne).
- Jacques Lambert, « Le chantier Maubacq de Pont-à-Bar. », dans Les Ardennes au fil de l'eau, Éditions Terres Ardennaises, 2010, 350 p., p. 196-203.
- Philippe Mellet, « La dernière croisade du marinier de Pont-à-Bar », L'Union,‎ 24 janvier 2009 (lire en ligne).
- Bernard Chopplet, Les Ardennes, Éditions Noires Terres, 2006, 415 p., « Pont-à-Bar », p. 225.
- Didier Bigorgne, « Mariniers », Terres Ardennaises, no 24,‎ octobre 1988, p. 43-50.
- Bruno Squevin, « Le chantier Maubacq à Pont-à-Bar. », dans Le Canal des Ardennes : le canal, mémoire et perspectives d'une autre route., Société d'études ardennaises, 1987, 108 p., p. 83-85.
- Gilles Demuth et Jean Tulard (préface), « Les Ardennes sous le Premier Empire : le préfet Frain (1800-1814) », Revue Historique  Ardennaise, vol. XVII,‎ 1982, p. 133-248.
- Octave Guelliot, Géographie traditionnelle et populaire du département des Ardennes., Paris, Guénégaud, 1975, 410 p., p. 98, 203.
- Pierre Berthot, Traité des routes, rivières et canaux., t. 3, Paris, Fanchon et Artus, 1898, 959 p. (lire en ligne), p. 747-748.
- Ernest Grangez, Précis historique et statistique des voies navigables de la France et l'une partie de la Belgique, Imprimerie centrale de Napoléon Chaix & Cie, 1855, 796 p. (lire en ligne), p. 44-51.
- Jean-Baptiste Vifquain, Des voies navigables en Belgique : Considérations historiques suivies de propositions diverses ayant pour objet l'amélioration et l'extension de la navigation., Bruxelles, Em. Devroye, 1842, 497 p. (lire en ligne), p. 122-128.
- Joseph-Michel Dutens, Histoire de la navigation interieure de la France, t. 1, Paris, A. Sautelet & Cie et Alexandre Mesnier, 1829, 651 p. (lire en ligne), p. 542–550